# ELife
eLife és una revista científica d'accés obert especialitzada en biomedicina i ciències de la vida. Va ser ideada i finançada pel Howard Hughes Medical Institute, la Societat Max Planck, i el Wellcome Trust el 2010 i va ser establerta formalment a finals del 2012. En el primer any la revista va publicar 287 papers, del qual 182 eren de recerca, 71 eren aproximacions i 12 correccions. El seu primer factor d'impacte, l'any 2013, era de 8.519. El factor d'impacte de la revista per 2014 és 9.322. Tanmateix, eLife reclama que no promouran el seu factor d'impacte.
El cap de redacció és Randy Schekman (Universitat de Califòrnia, Berkeley); i la resta d'editors són Fiona Watt (King's College de Londres) i Detlef Weigel (Max Planck Institute for Developmental Biology).